# Edele houtsoort

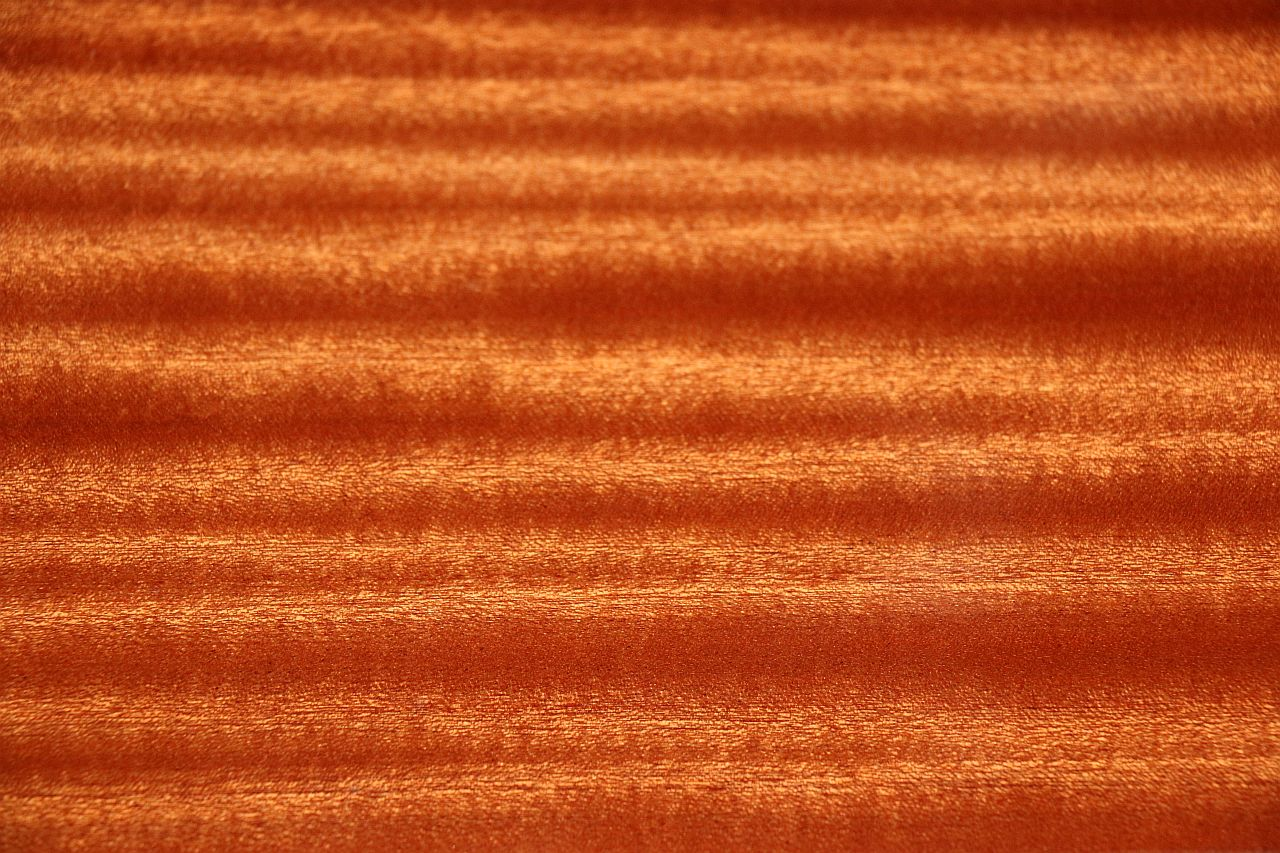
Mahonie fineer, gelakt om de kruisdraad te benadrukken

Een edele houtsoort is een houtsoort die voor kostbare, exclusieve toepassingen gebruikt wordt zoals luxe meubelen, zichtdelen van muziekinstrumenten, interieurs van luxe jachten en, in sommige culturen, doodskisten. Deze houtsoorten hebben in de regel gemeen dat ze zeer decoratief zijn, en vaak dat ze zeer duurzaam zijn. Een wat ouder woord voor zulke houtsoorten is fijnhout.
Bekende voorbeelden zijn houtsoorten als mahonie, ebben, Bahia rozenhout, letterhout en palissander. Veel edele houtsoorten zijn loofhoutsoorten van tropische herkomst, maar dat hoeft niet altijd het geval te zijn. Zo waren in het Romeinse Rijk tafels van wat ze 'citrushout' noemden uiterst kostbaar, en deze werden gemaakt van naaldhout dat in Noord Afrika groeide (dus niet van hout van Citrus, dat toen in Europa nog onbekend was). Doodskisten in Azie worden gemaakt van plaatselijke, zeer duurzame naaldhoutsoorten.
Een edele houtsoort kan zowel massief (dat wil zeggen, uit één stuk) als in de vorm van fineer gebruikt worden. Het voordeel van fineer is niet alleen dat vanuit hetzelfde stuk hout meer decoratief oppervlak geproduceerd kan worden, maar ook dat fineer op een stabiele ondergrond geplakt kan worden, en dan goed blijft. Massief hout kan, afhankelijk van de omstandigheden, beduidend werken en soms splijten. Dit leidt er wel toe dat de kwaliteit van een gefineerd meubel afhankelijk wordt van de gebruikte ondergrond: er zijn fabrikanten die er niet voor terugdeinzen fineer op spaanplaat te plakken.
Een edele houtsoort hoeft zich niet één op één te verhouden tot een botanische soort of geslacht. Zo kan het gaan om een bepaald figuur (tekening), zoals golvende draad dat plaatselijk in een boom voorkomt, maar in andere bomen van dezelfde soort niet. Bekend is ook het zogenaamde 'wortelhout', dat niets te maken hoeft te hebben met wortels, maar dat gewonnen wordt uit uitgroeisels aan de stam, zogenaamde 'wortelknollen'.
Een karakteristiek van edele houtsoorten is wel dat ze gewonnen worden van heel oude bomen, en dat het omzagen van alle te vinden bomen ertoe leidt dat het hout 'op' raakt, wat het hout dan weer meer kostbaar maakt. 
Een andere karakteristiek is dat er veel imitatie is door goedkopere 'vervangers': zo zijn er tal van houtsoorten die verkocht worden onder een naam die bestaat uit 'mahonie', voorafgegaan door een bijvoeglijk naamwoord; de kenner kan hieraan aflezen om wat voor hout het gaat, veelal niet om echt mahonie. Een andere bekende praktijk is het imiteren van ebben door het kunstmatig zwart maken van voorwerpen die gemaakt zijn van een andere houtsoort (zoals palmhout). 
Er is ook een grensgebied van betere houtsoorten die wel zeer gewaardeerd worden maar niet echt als 'edel' beschouwd worden, zoals teak, wengé of pokhout.

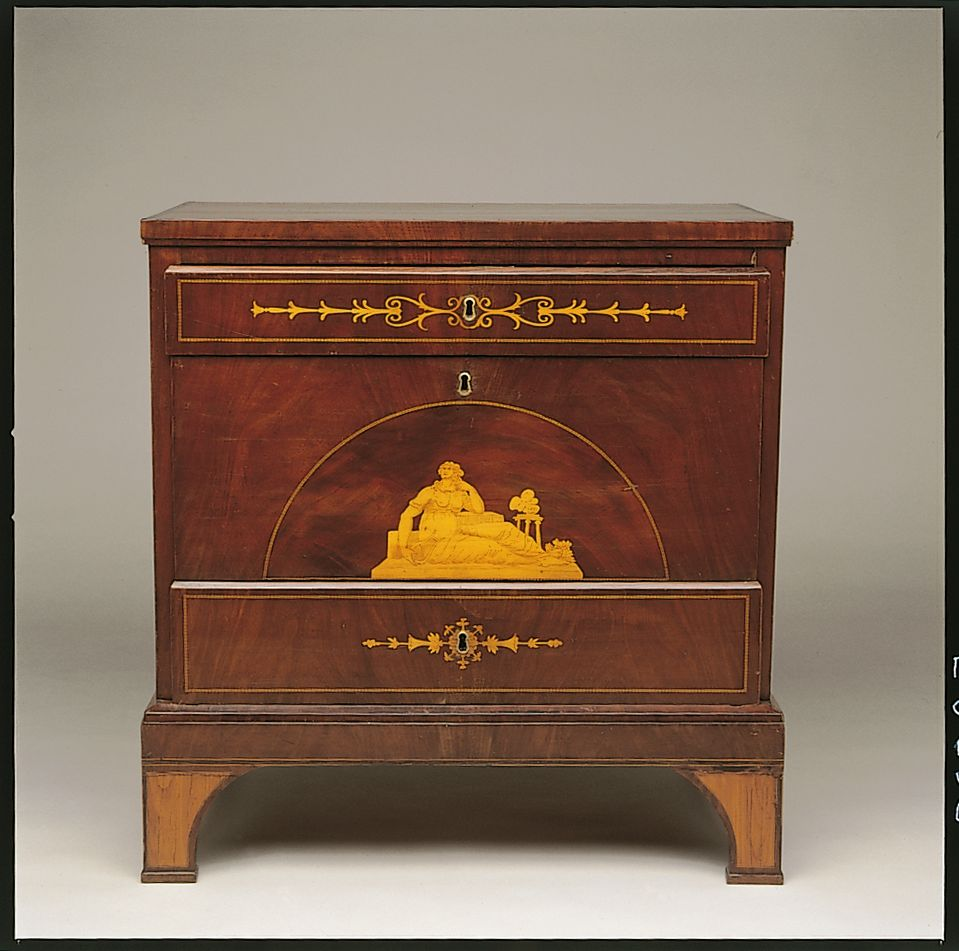
Meubel in mahonie
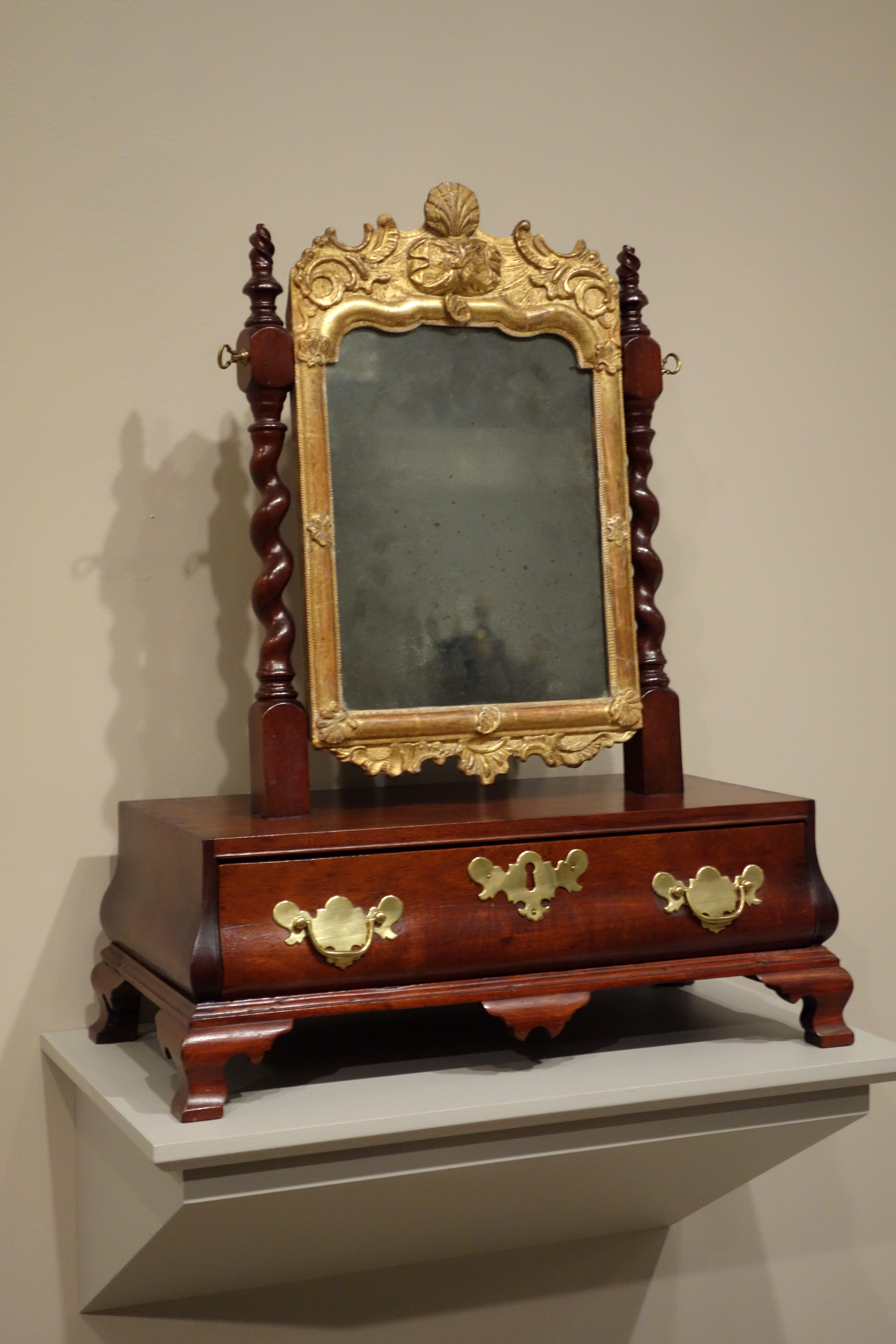
Meubel in mahonie
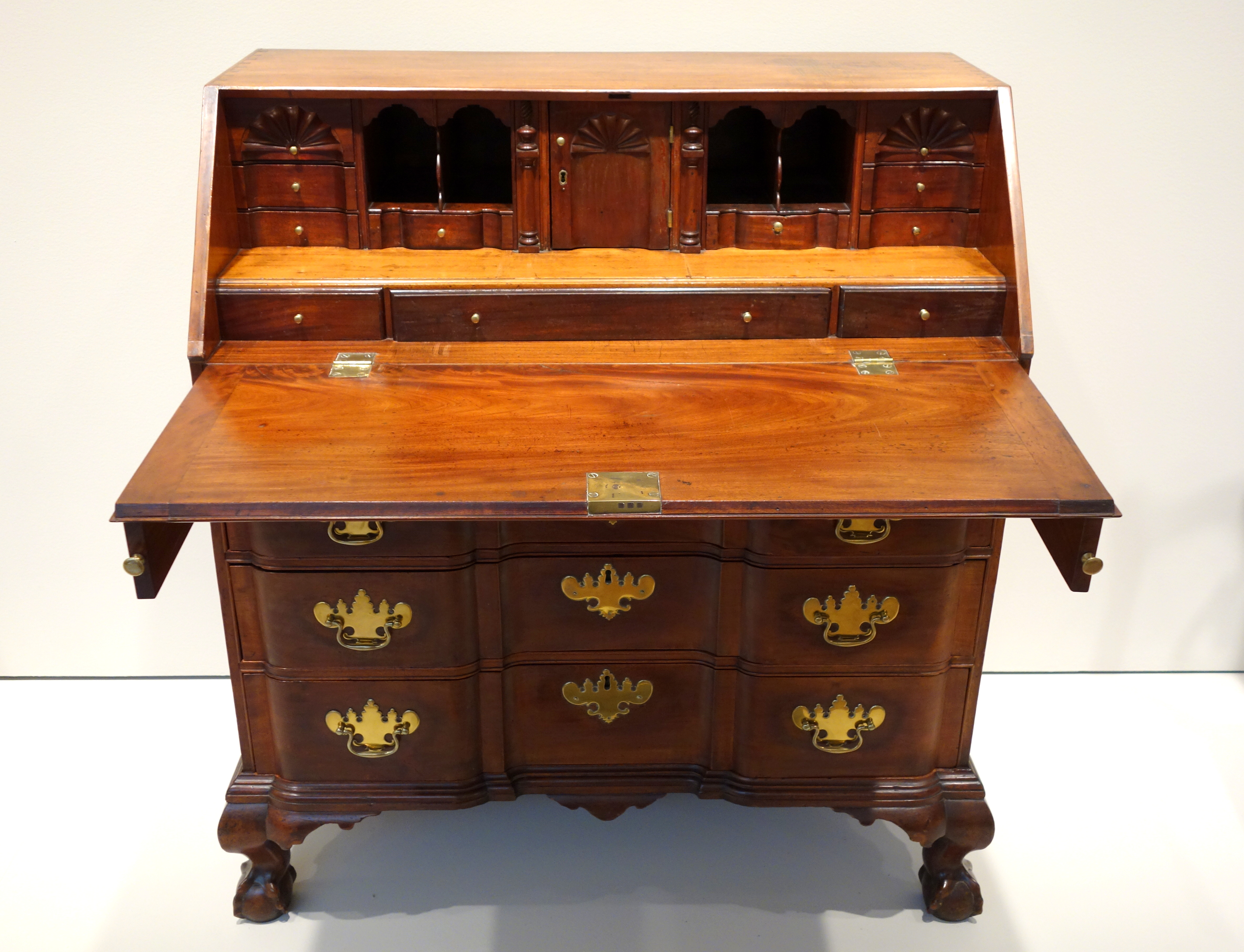
Meubel in mahonie
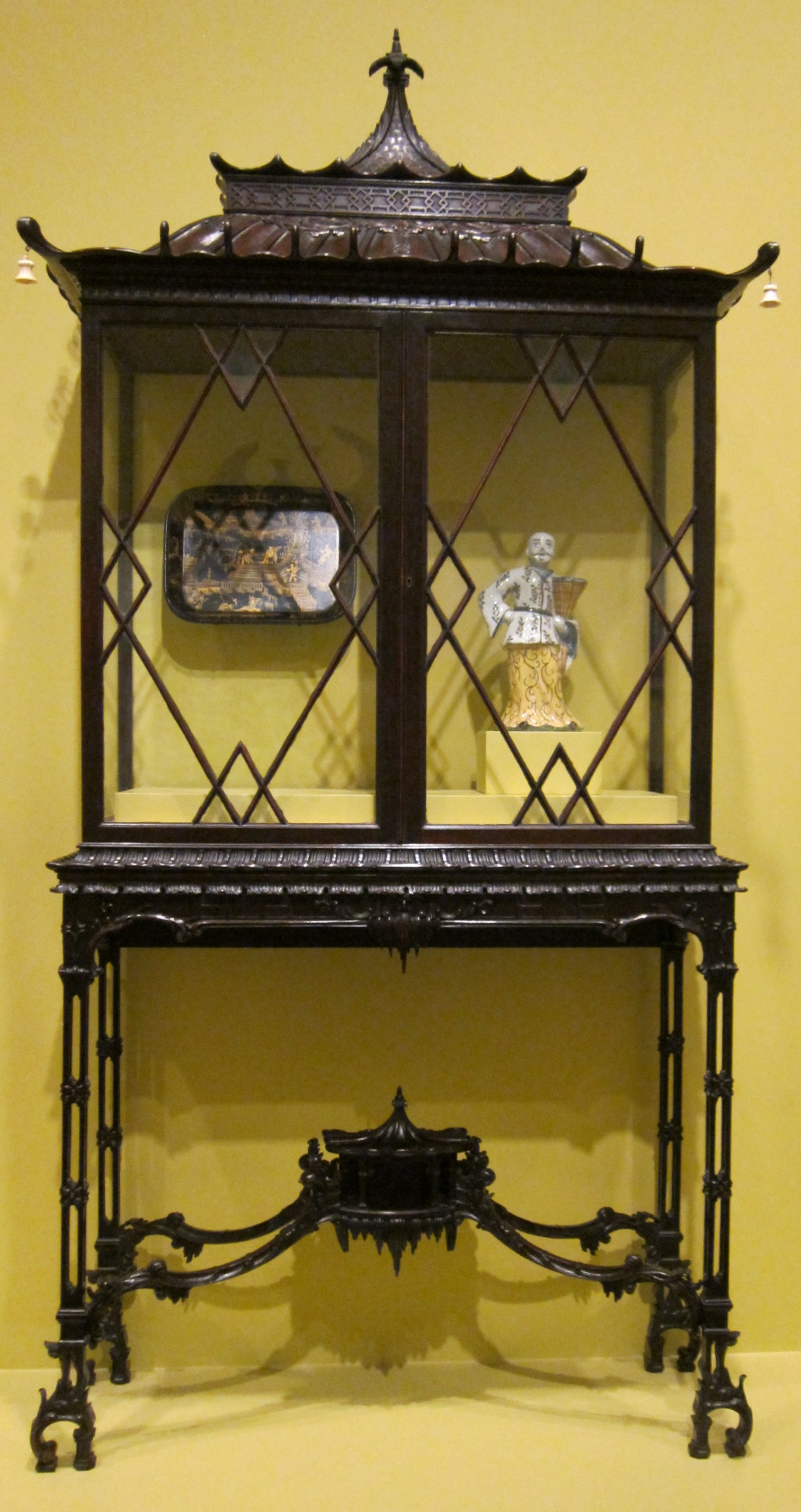
Meubel in mahonie
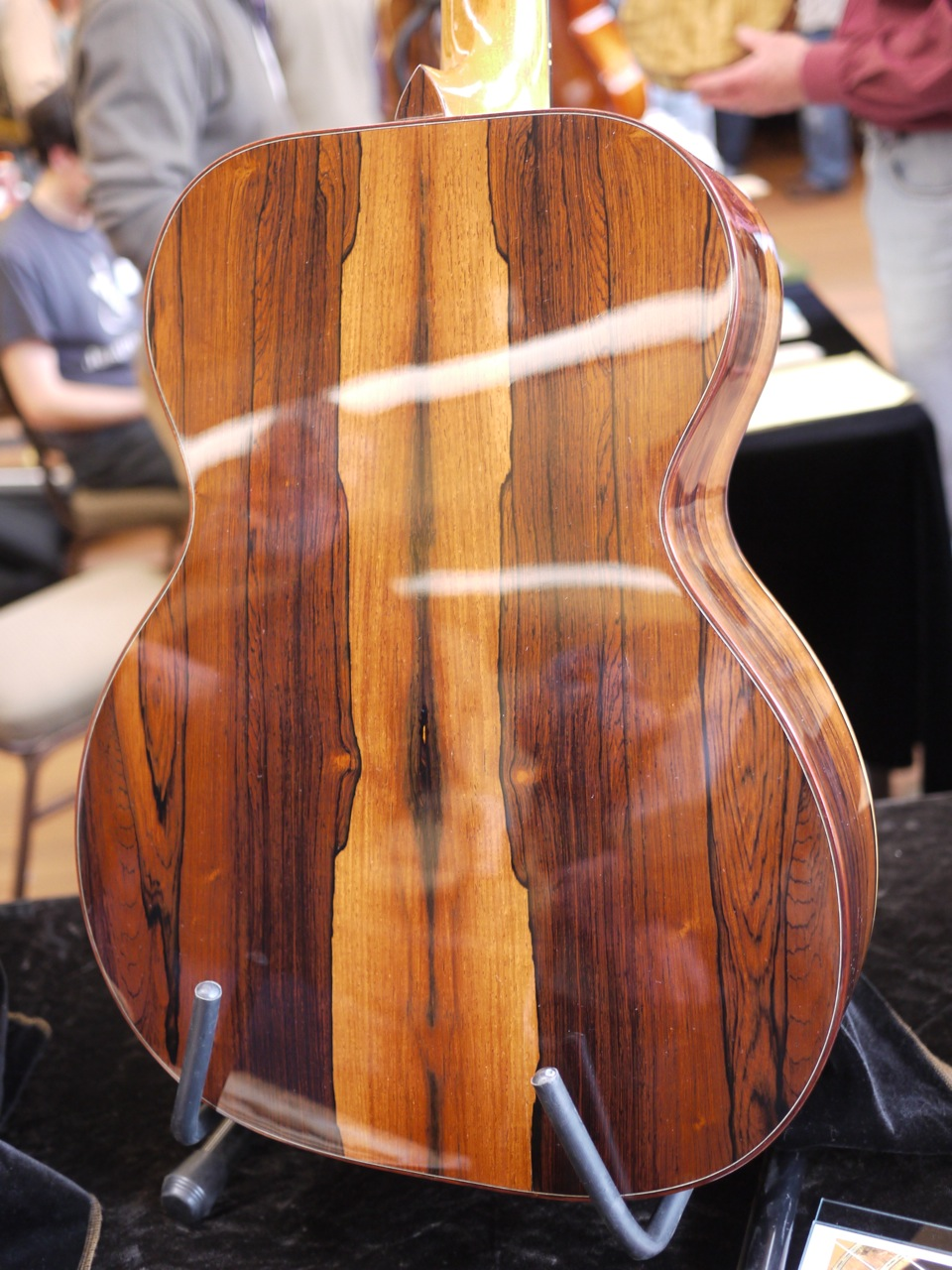
Achterkant van gitaar, van Rio palissander
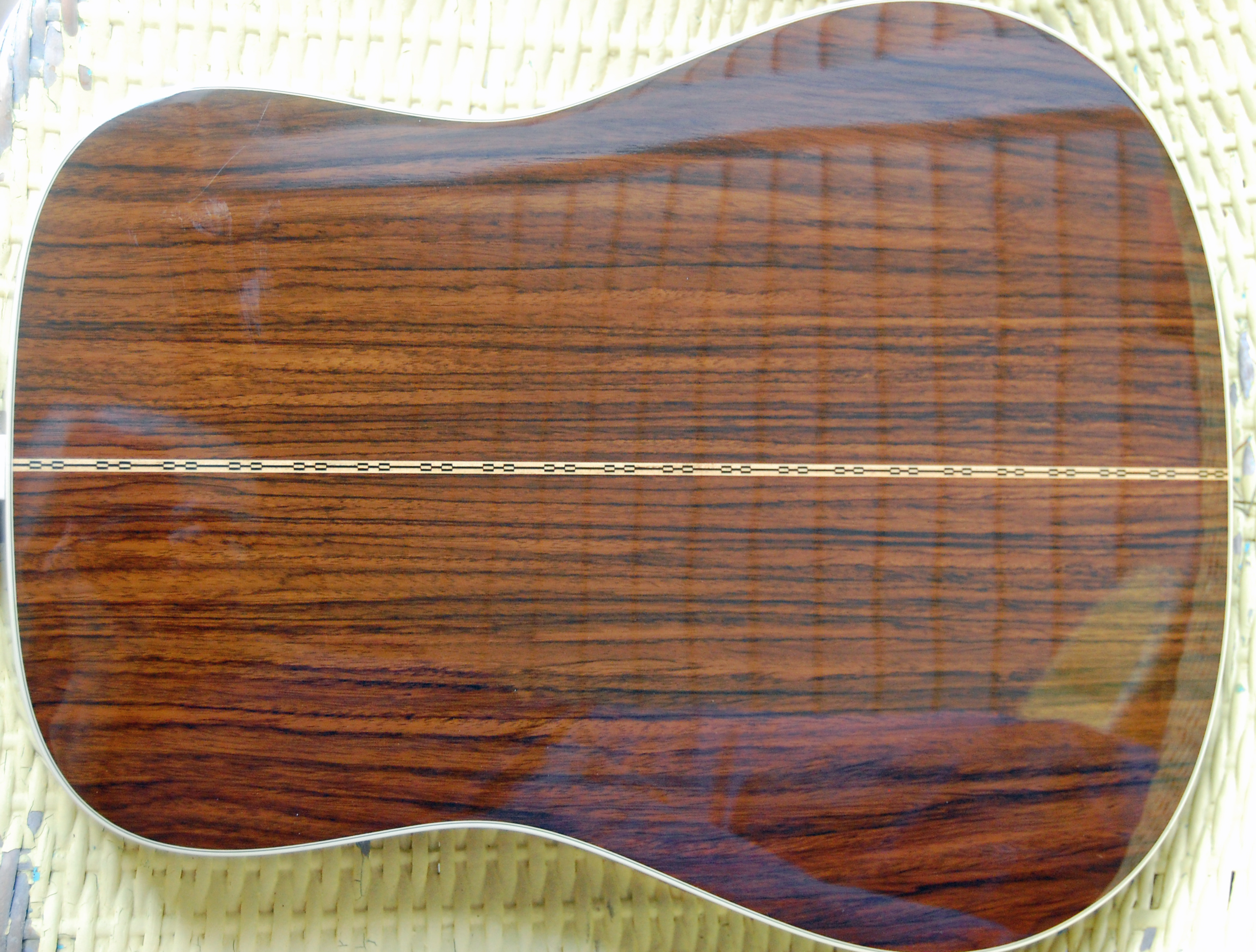
Achterkant van gitaar, van Indisch palissander
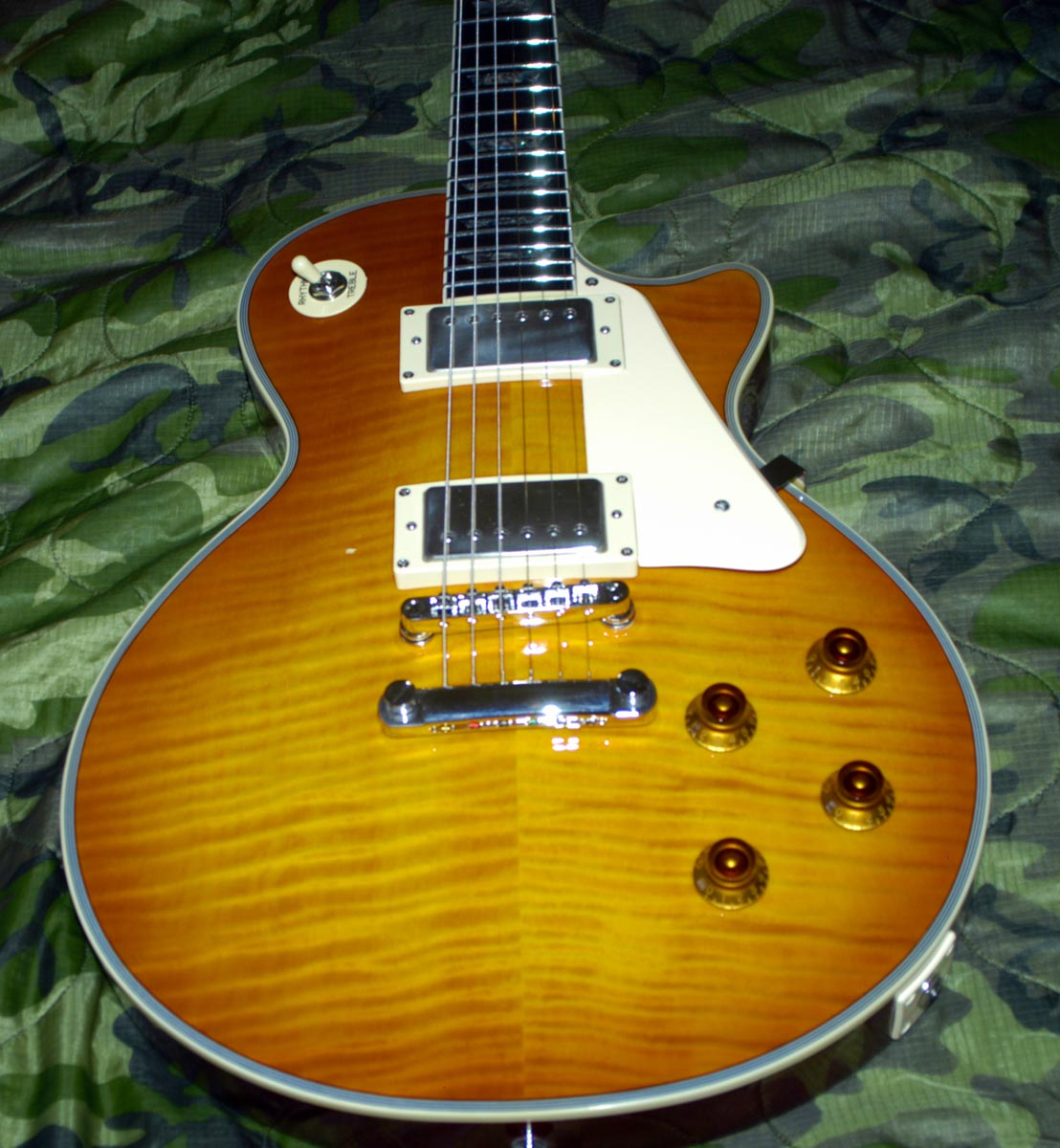
Gitaar, met golvende draad
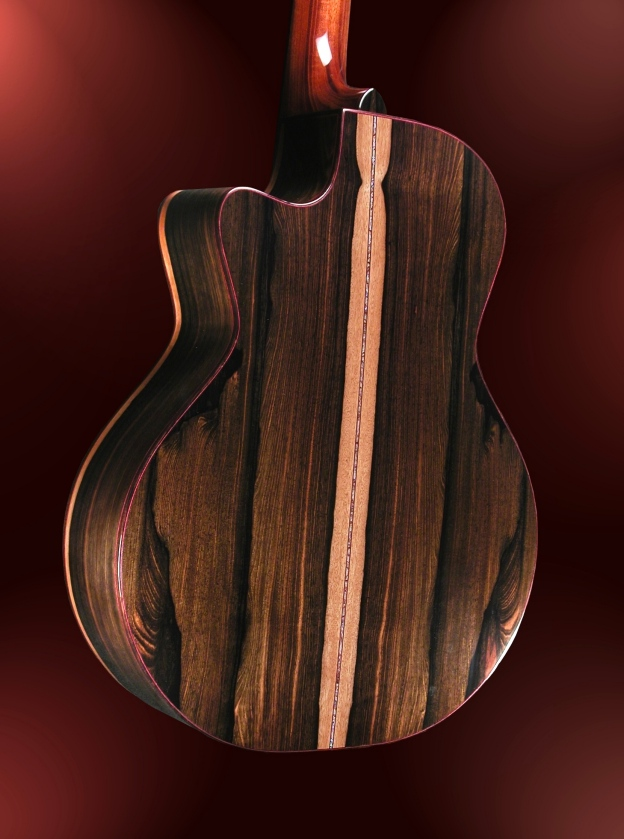
Achterkant van gitaar, van een bijzondere ebbensoort
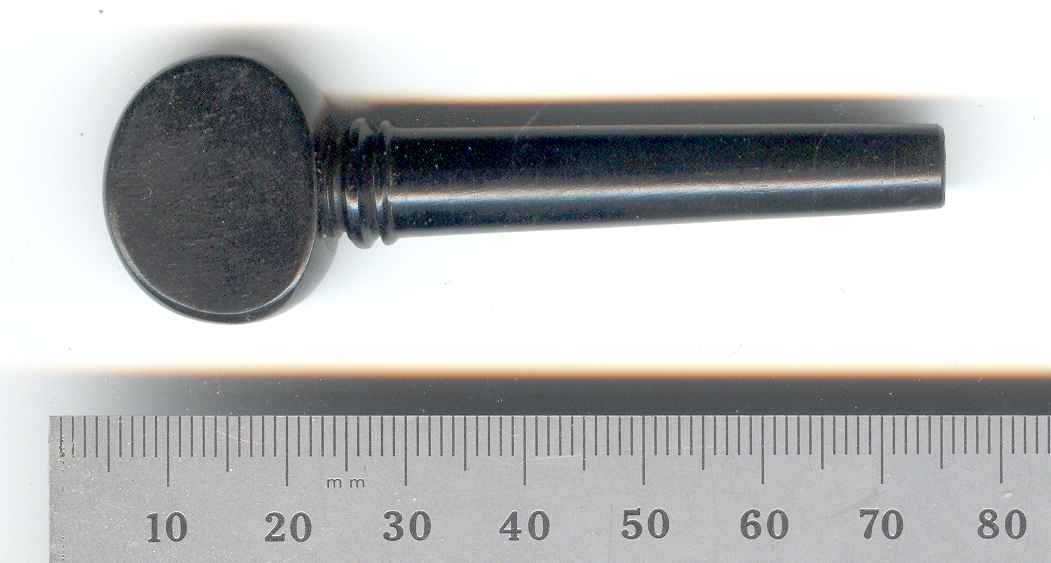
Onderdeel van viool, in ebben
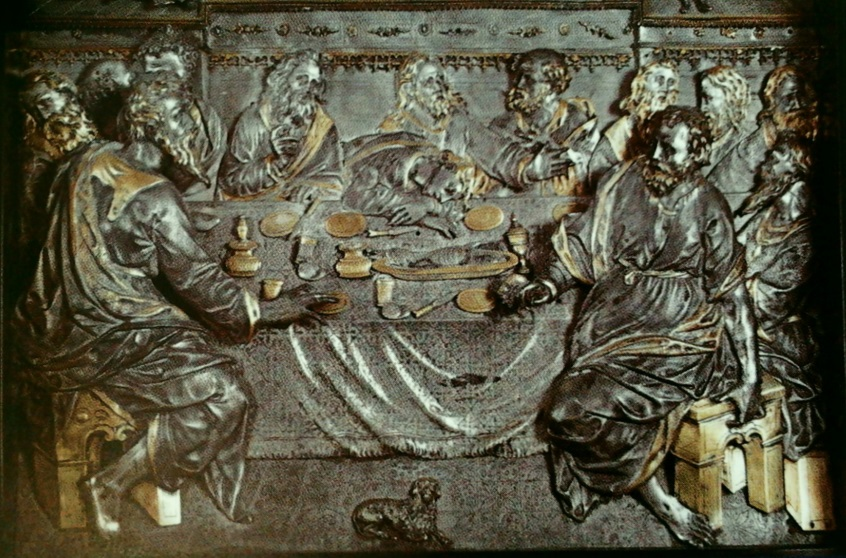
Snijwerk in ebben
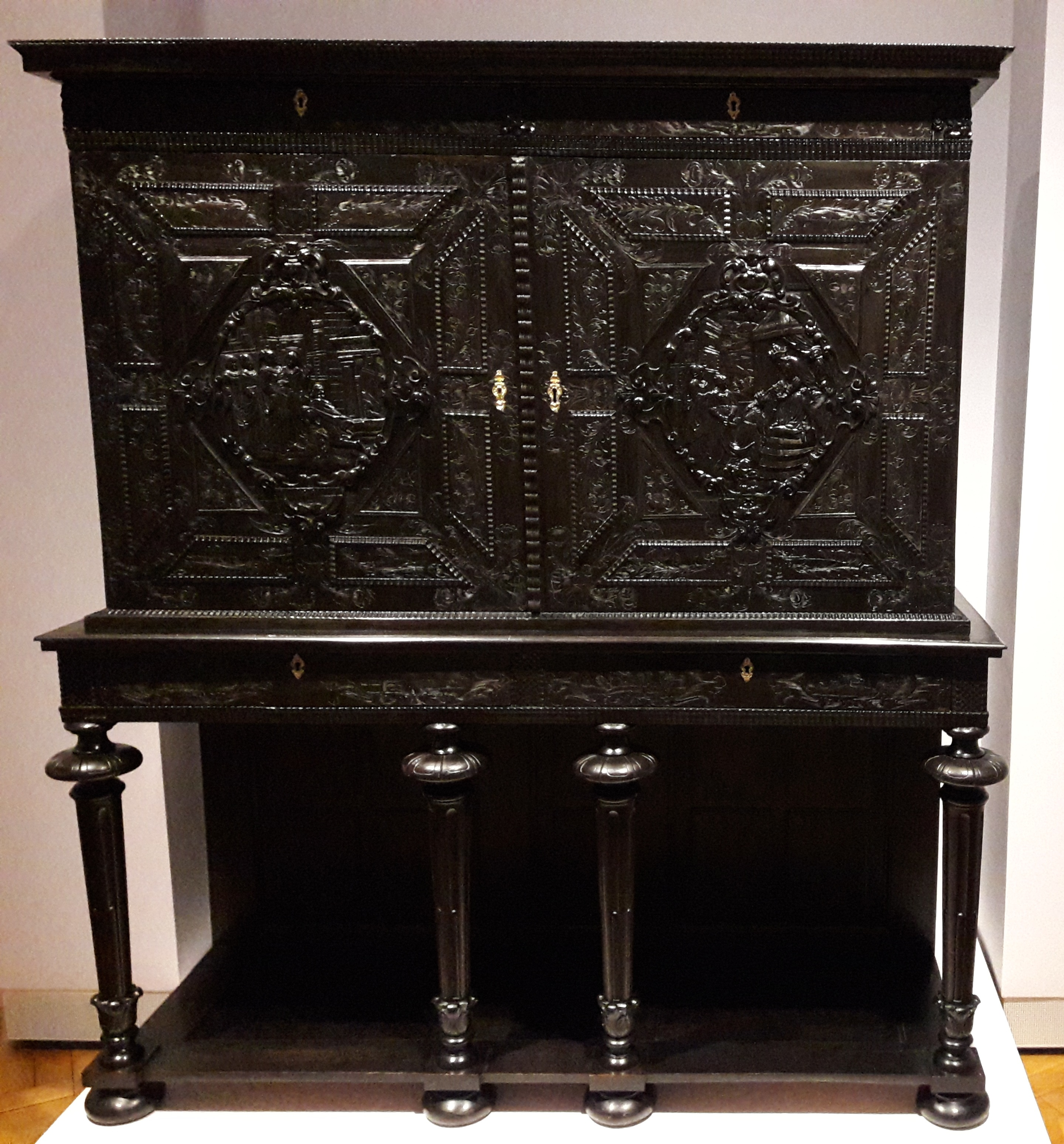
Meubel afgewerkt met ebben fineer
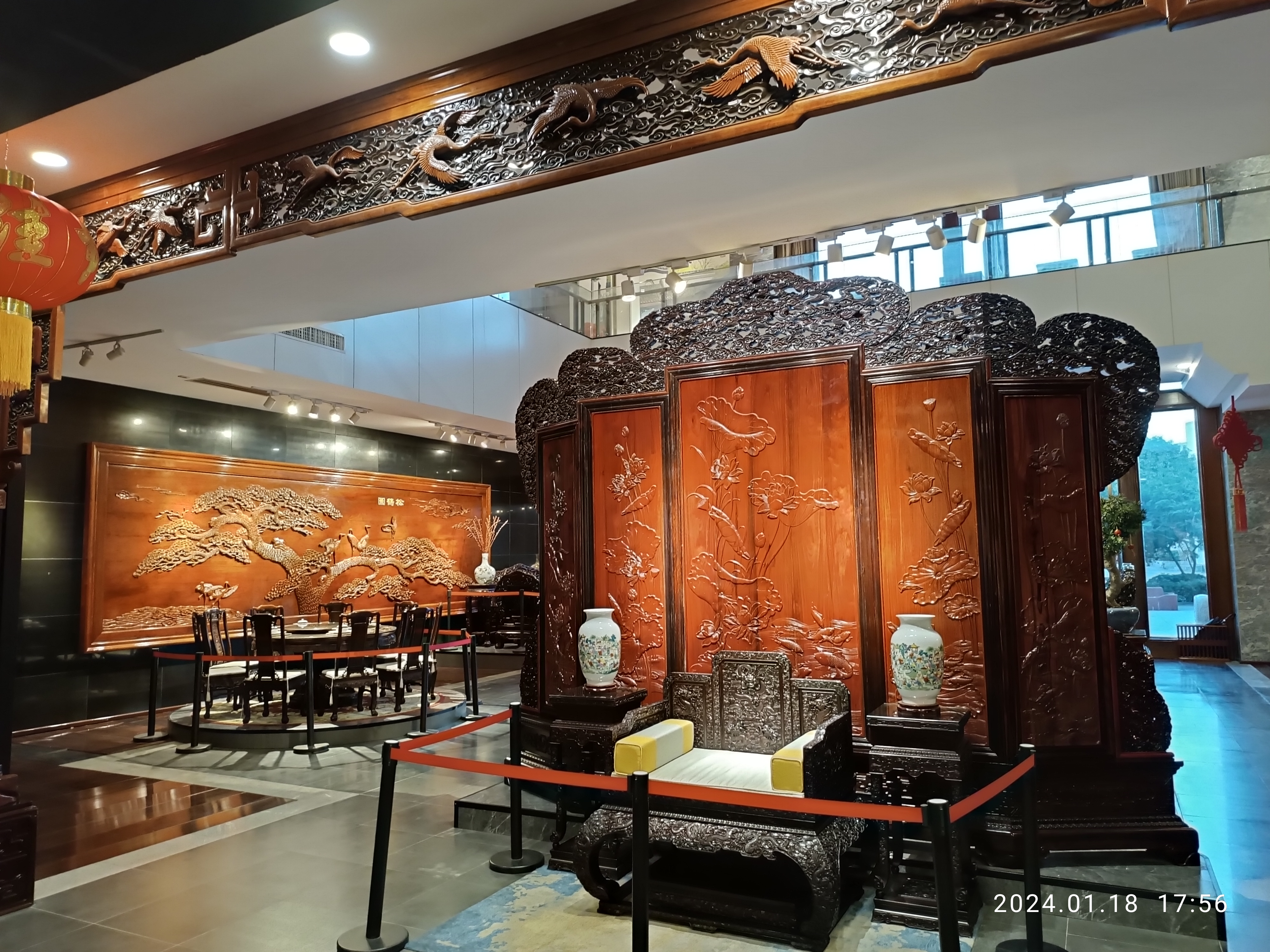
Chinees ameubelement van plaatselijk palissander
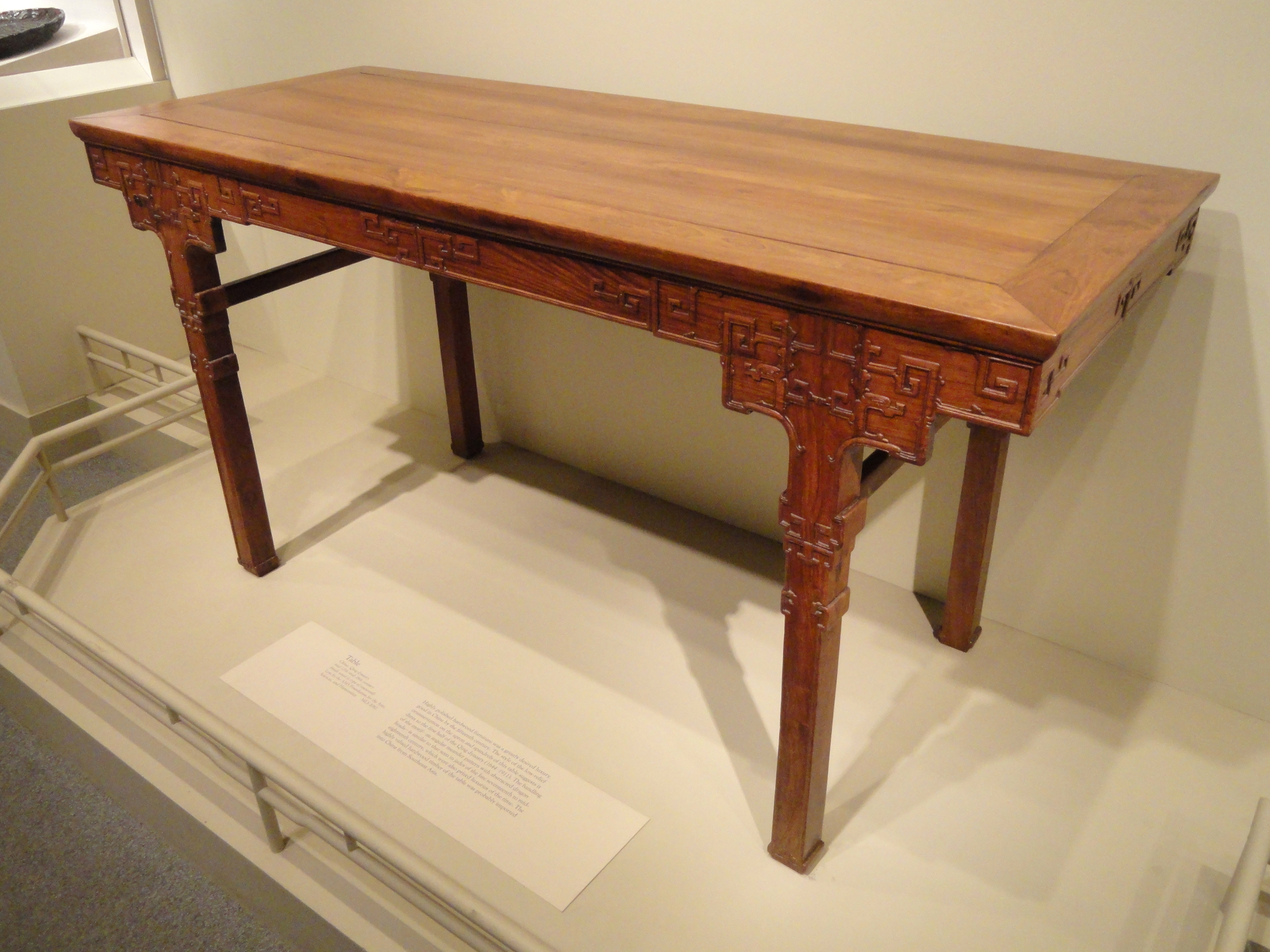
Chinese tafel van plaatselijk palissander
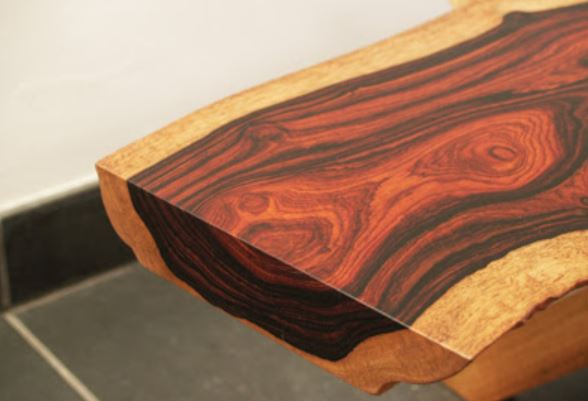
Cocobolo
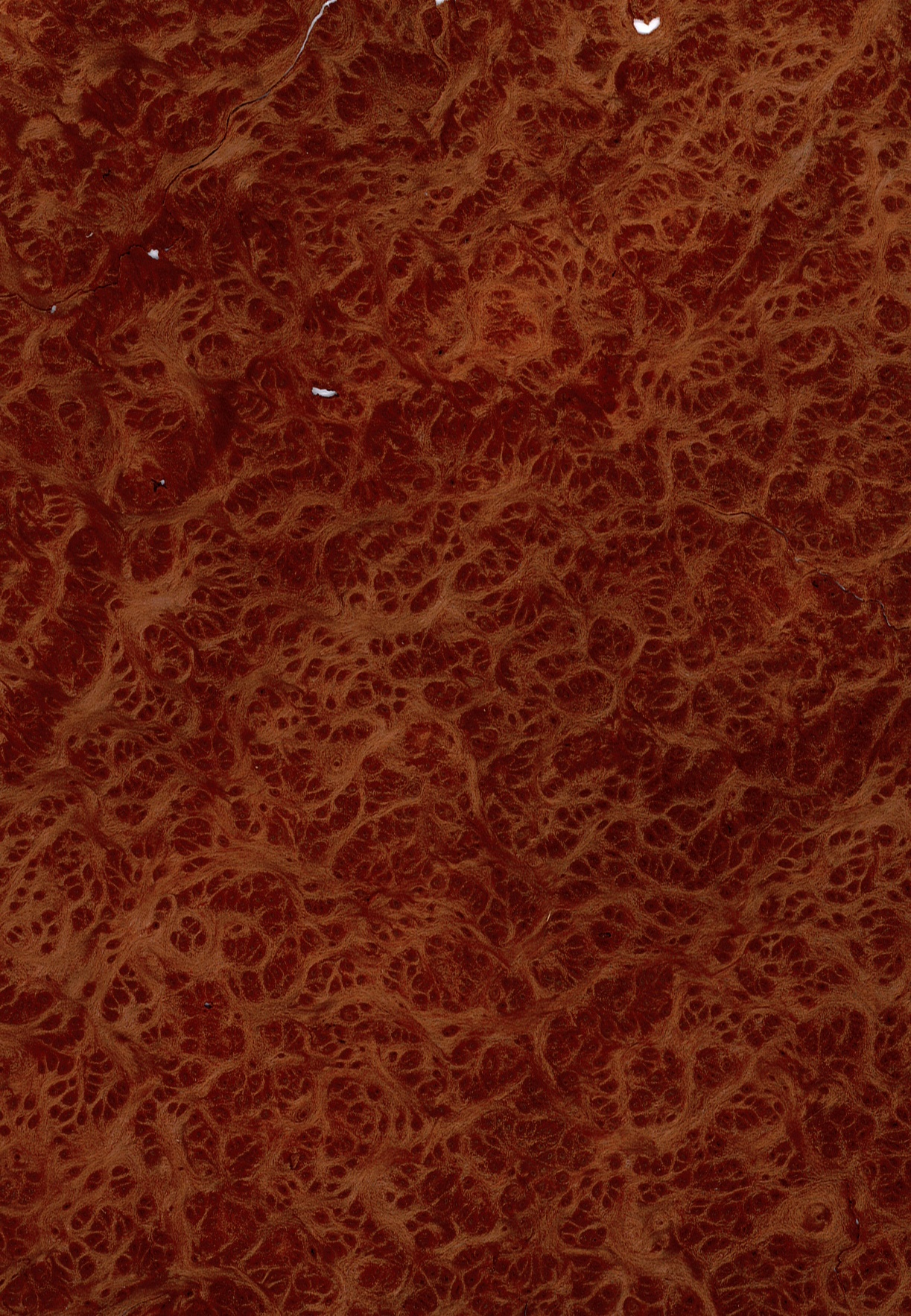
Vavona wortelfineer
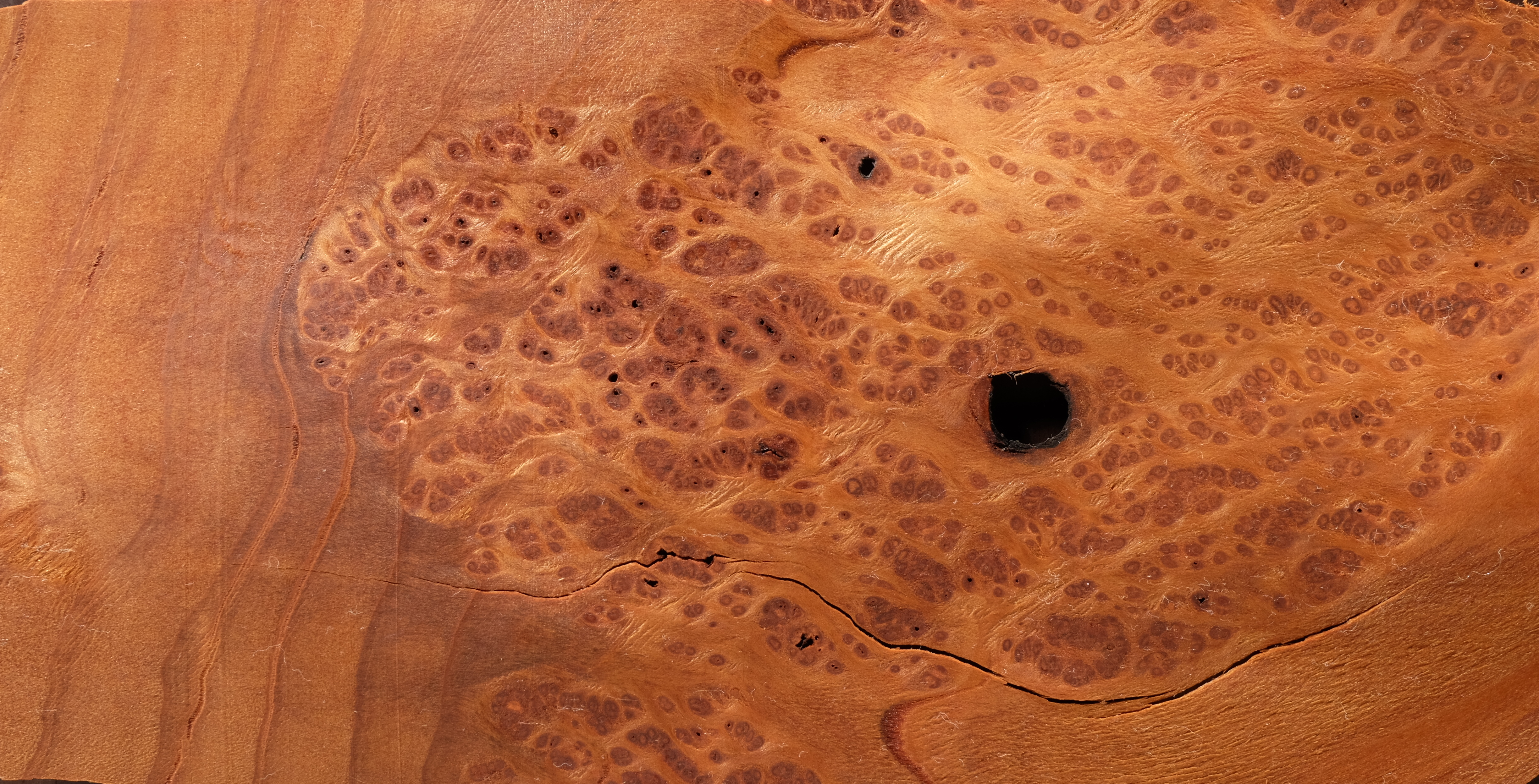
Vavona wortelfineer
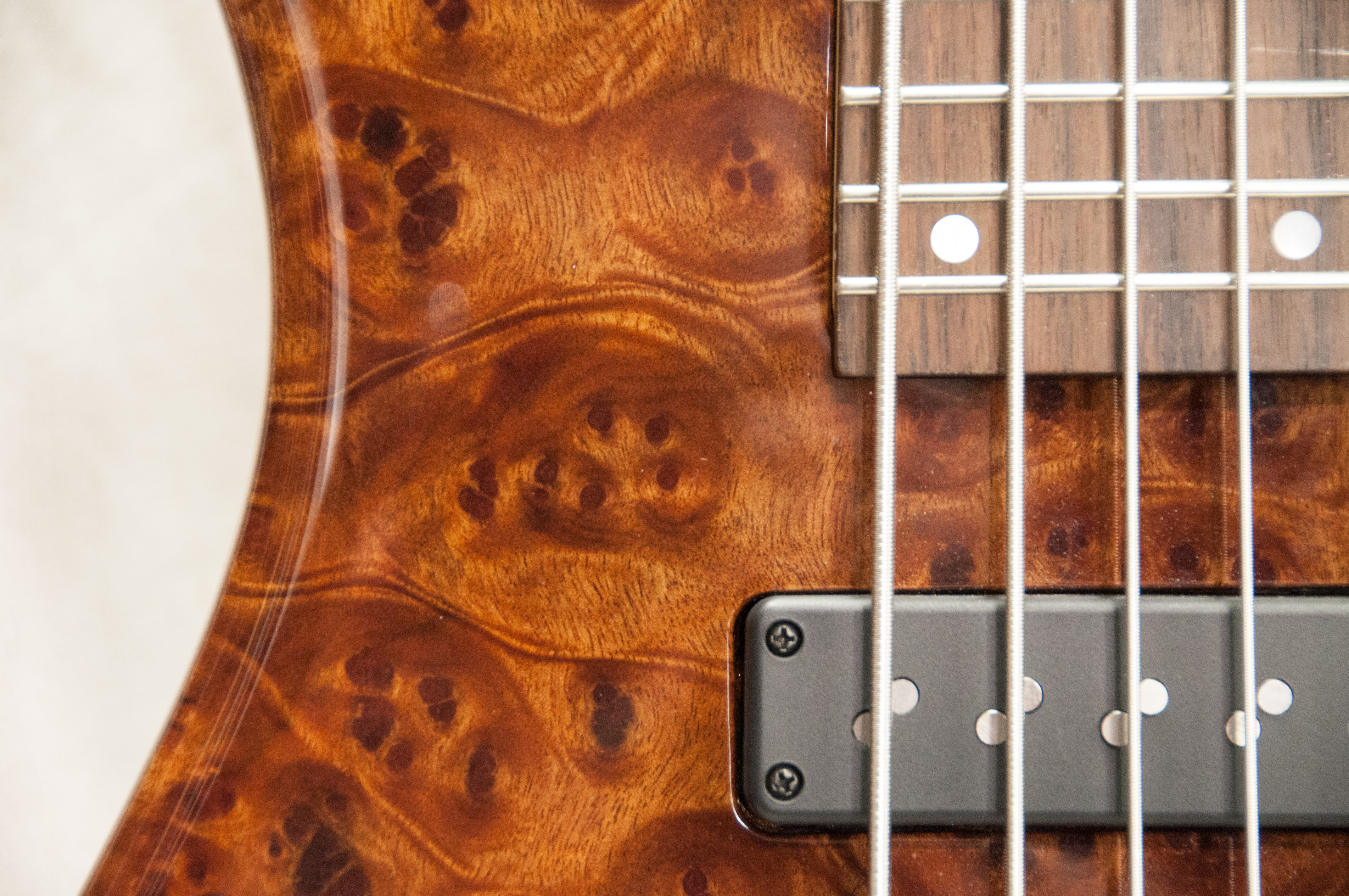
Gitaar met een wortelfiguur
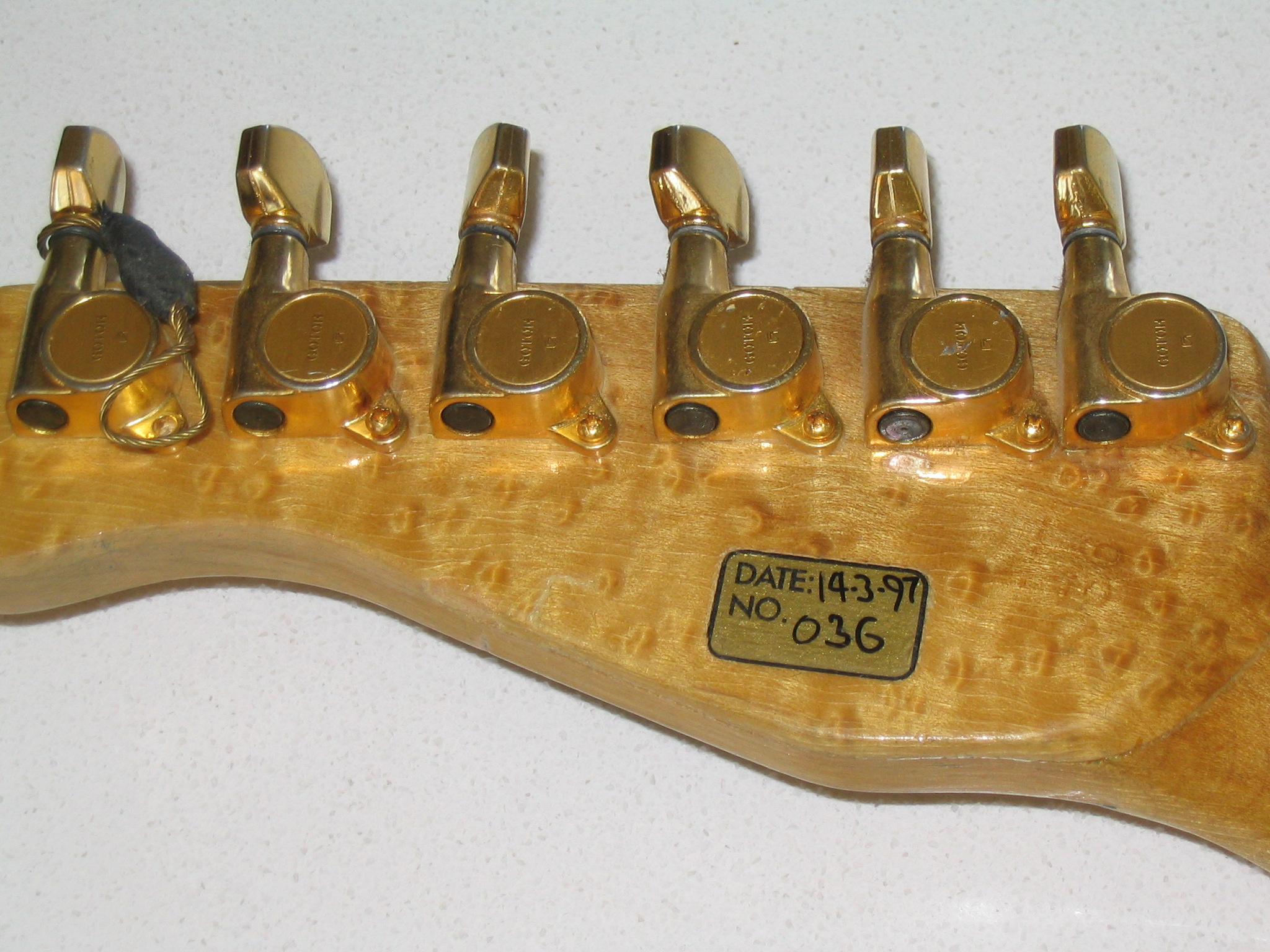
Detail van gitaar, met vogeloog-esdoorn
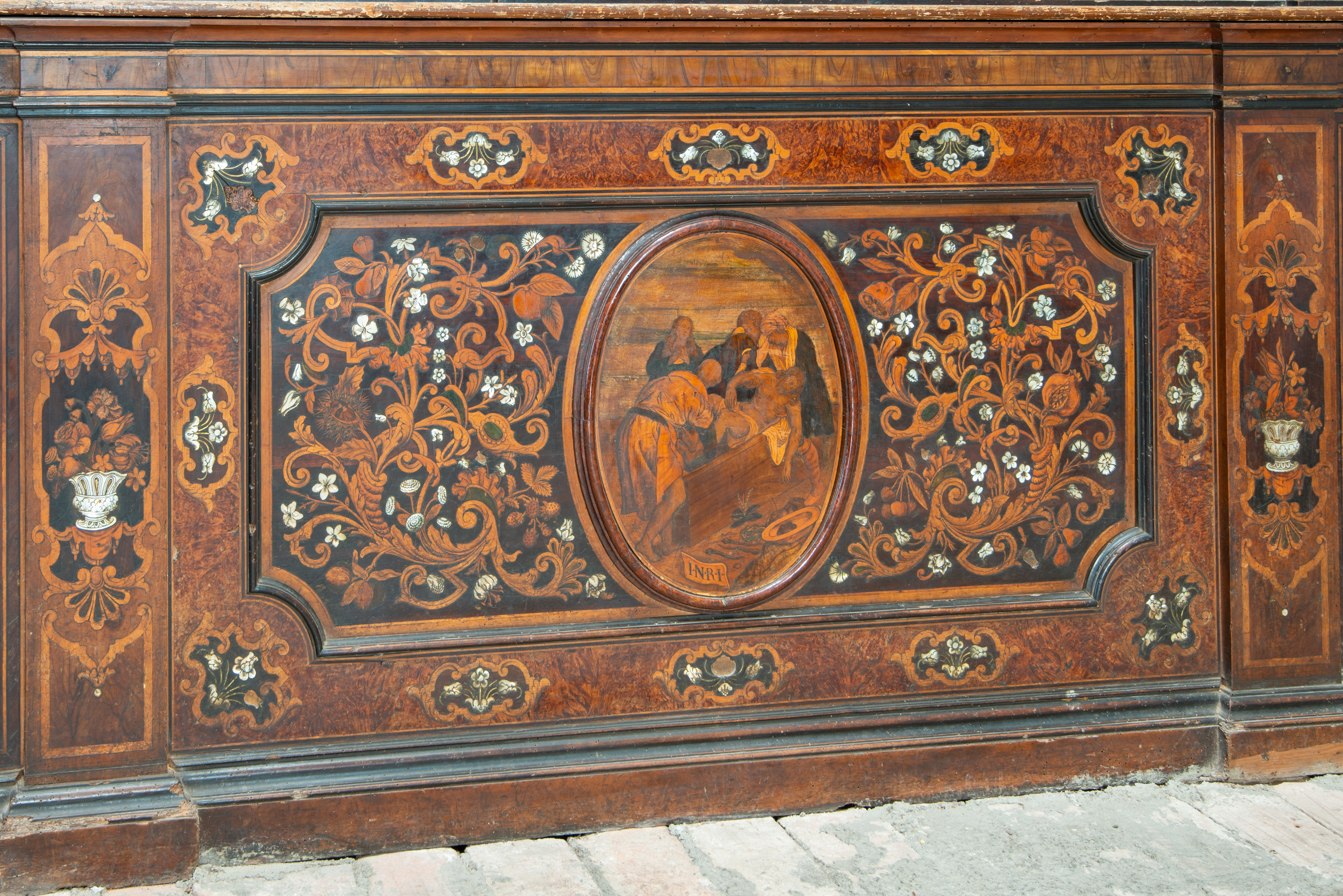
Inlegwerk met diverse edele houtsoorten
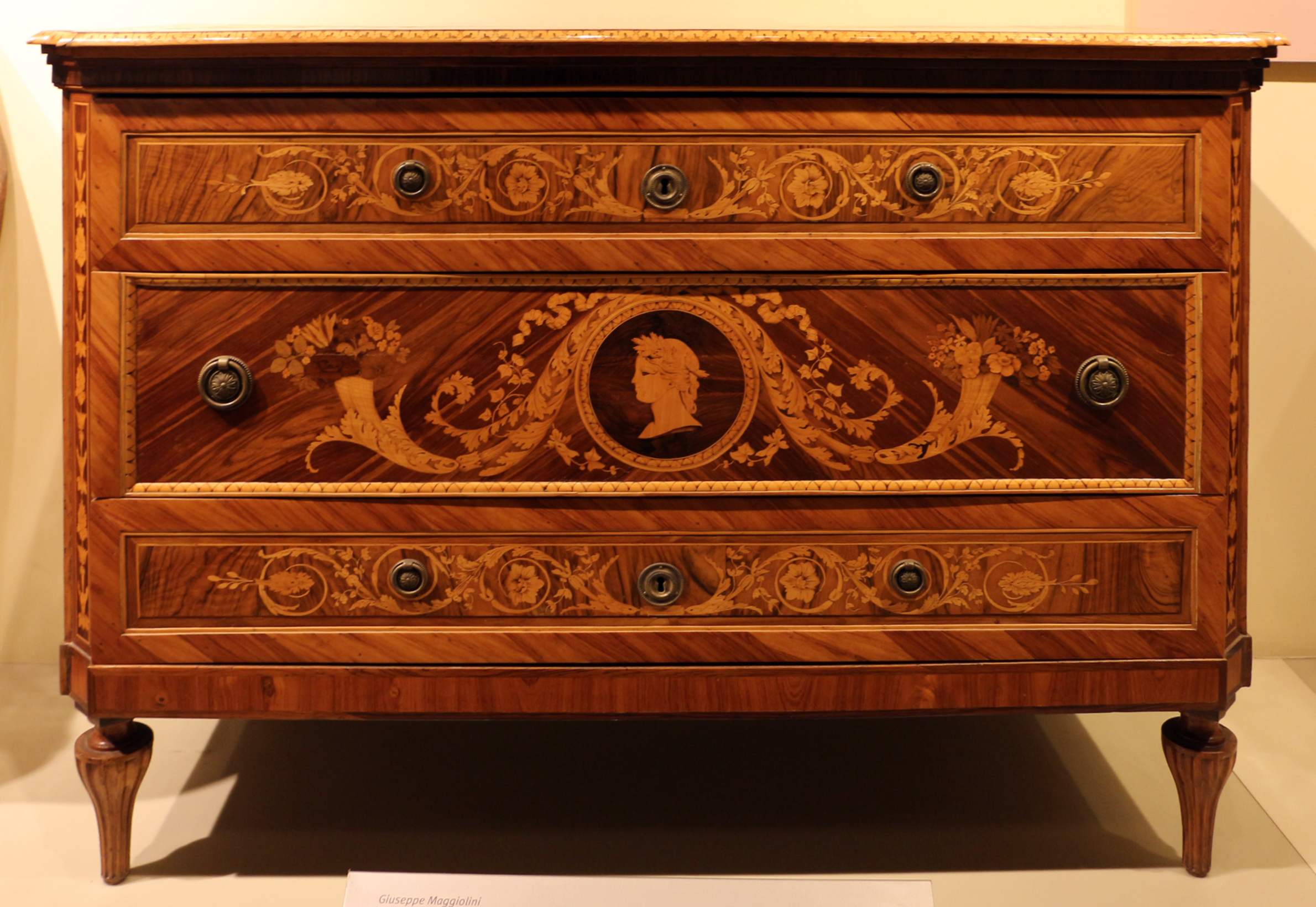
Inlegwerk met diverse edele houtsoorten
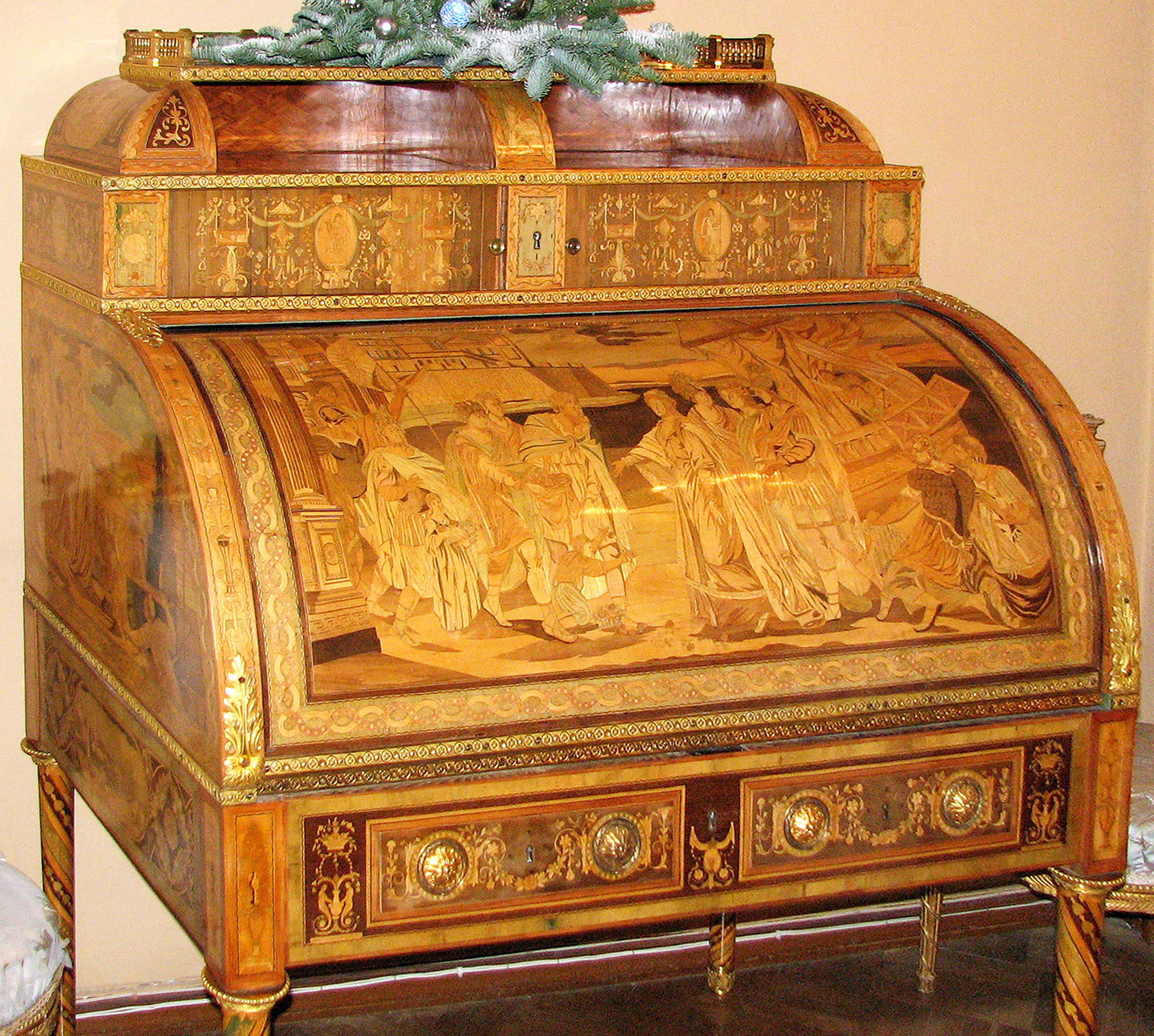
Inlegwerk met diverse edele houtsoorten